# Se equivocó la paloma (canción)
La canción "Se equivocó la paloma" fue creada en 1941 por el compositor argentino Carlos Guastavino al musicalizar el poema titulado "La paloma" del poeta español Rafael Alberti, publicado ese mismo año. La canción fue publicada por la editorial Ricordi de Buenos Aires en 1941. Ese mismo año Guastavino integró la canción en el ballet Suite Argentina, orquestándola para coro femenino, conjunto de cuerdas y timbales. Suite Argentina fue estrenada como ballet en Londres entre 1947 y 1949, por el Ballet Español de Isabel López, acompañado de conjunto de cuerdas, timbales y coro femenino, dirigidos por el propio Carlos Guastavino. En 1969 Joan Manuel Serrat grabó la canción por primera vez incluyéndola en su álbum La paloma, con arreglos de Ricardo Miralles

## La letra
La letra de la canción es un poema titulado "La paloma" del poeta español Rafael Alberti, incluido en su libro Entre el clavel y la espada, publicado en 1941 en Buenos Aires, por la editorial Losada, y dedicado al poeta chileno Pablo Neruda. Alberti, un artista comprometido con las ideas comunistas, había escapado del franquismo vencedor en la guerra civil española (1936-1939) y se había radicado en Argentina el año anterior, donde permanecería hasta 1963. Ese fue su primer libro en el exilio y sobre el exilio.
En Argentina, Alberti frecuentó los círculos intelectuales y artistas, estableciendo sólidas relaciones de camaradería y amistad. Entre esos amigos se encuentra el compositor Carlos Guastavino. El poema sin embargo fue escrito el año anterior a viajar a la Argentina, mientras residía en París, hospedado en la casa de Pablo Neruda y Delia del Carril, donde trabajó como locutor en Radio París-Mondiale.
Para musicalizar la canción, Guastavino adaptó la poesía de Alberti, agregándole la expresión "se equivocaba" al finalizar cada estrofa. En el poema original la frase "Se equivocó la paloma,
se equivocaba", solo se encuentra en el inicio.

## La música
La música está compuesta por el músico argentino Carlos Guastavino, uno de los amigos con los que Alberti se relacionó en Buenos Aires. Guastavino es uno de los compositores más destacados de la música clásica argentina, que se caracterizó por vincular la llamada música culta con la música popular.
La canción integró la Suite Argentina, un ballet compuesto por Guastavino en 1941, de 10 minutos de duración, integrado por las siguientes piezas:
1. Gato.
2. Se equivocó la paloma.
3. Zamba.
4. Malambo.

José María Domínguez Rodríguez ha analizado la estructura musical de la canción del siguiente modo:

La construcción formal se basa en la repetición de un motivo pregnante que va articulando a modo de estribillo las distintas estrofas del poema de Alberti... El tratamiento del texto es casi exclusivamente silábico. Por otra parte, el sabor popular de la pieza viene dado por dos aspectos: la alternancia entre ritmos binarios y ternarios, y por la omisión constante de la nota sensible en las cadencias, lo que por su parte confiere a la obra un sentido modal característico.

## Versiones
- Toña la Negra "Lamento cubano" (1958)
- Bola de Nieve "Bola de Nieve y su piano" (1966)
- Horacio Molina "A la manera de..." (1969)
- Joan Manuel Serrat "La paloma" (1969)
- Sergio Endrigo "El Arca de Noé" (1970)
- Eduardo Falú "Interpreta a Carlos Guastavino" (1974)
- Los Huanca Hua "Música argentina" (1975)
- Mercedes Sosa "A que florezca mi pueblo" (1975)
- Milva "Was ich denke" (1979)
- Ana Belén "Géminis" (1984)
- José Carreras "Canciones españolas" (1984)
- Teresa Berganza "Villa-Lobos, Braga & Guastavino: Songs from South America for Mezzo Soprano & Piano" (1984)
- Ana Belén ft Joan Manuel Serrat "Mucho más que dos (1994)
- José Cura "Argentinian songs" (1998)
- Los Sabandeños ft María Dolores Pradera "Tres reyes magos" (2000)
- Verónica Cangemi "Italia 1600, Argentina 1900" (2008)
- Diego el Cigala "Encuentro en el estudio" (2014)
- Martirio y Chano Domínguez "A Bola de Nieve" (2019)

### Para ver y oír
- "Se equivocó la paloma" interpretada por Joan Manuel Serrat, YouTube
- "Se equivocó la paloma" interpretada por Mercedes Sosa, YouTube
- "Se equivocó la paloma" versión Canto, Piano y Violoncello interpretada en vivo por Cecilia Pillado, Kristina Naudé y Susanne M. Rösseler en el Homenaje a Guastavino en Berlín 2013; YouTube
- "Se equivocó la paloma" interpretada por Verónica Cangemi del CD Italia 1600, Argentina 1900